# Anastasia Goldberg
Anastasia Goldberg (Jekaterinburg, 25 april 1976) is een Russisch concertpianiste die in Nederland woont.

## Opleiding en vroege optredens, 1982 – 2002
Vanaf haar zesde jaar kreeg zij pianolessen van Irina Renova op de speciale muziekschool voor getalenteerde kinderen, verbonden aan het  Staatsconservatorium van de Oeral (M. P. Moessorgski). Vanaf haar negende jaar trad zij op als soliste met het symfonieorkest van deze school, ook tijdens (inter)nationale tournees.
In 1989 kreeg ze een eervolle vermelding voor haar deelname aan het eerste internationale pianoduofestival in Jekaterinburg. Ze werd in 1995 toegelaten tot het Moessorgski Staatsconservatorium van de Oeral in de klas van professor Valery Shkaroepa. Tijdens deze studie gaf zij veel soloconcerten. In 1997 ontving ze de Grand Prix van het Nationale Muziekconcours van de regio Oeral en Siberië. Op uitnodiging van Alexander Makarov kwam ze in 1998 naar Nederland, waar zij haar studie aan het Noord-Nederlands Conservatorium en haar carrière als concertpianiste vervolgde.
In 2000 werd Goldberg winnares van het prestigieuze Internationale Pianoconcours San Sebastian in Spanje en studeerde zij met lof af aan het Moessorgski Staatsconservatorium van de Oeral. Ze studeerde in 2002 tevens af aan het Noord-Nederlands Conservatorium en ze werd toegelaten tot de tweede fase van het Koninklijk Conservatorium te Den Haag als uitvoerend musicus in de klas van Naum Grubert en Ellen Corver. Na twee jaar behaalde ze de titel “Master of Music”.

## Pianiste in Nederland, 2002 tot heden
Tegenwoordig woont Anastasia Goldberg in Nederland. Ze geeft veel concerten, zowel in Nederland als in Spanje, Italië, Frankrijk, Duitsland en Noorwegen. Zij geeft pianoles aan het Prins Claus Conservatorium in Groningen en treedt ook op in verschillende kamermuziekensembles.
In de zomer van 2004 werd zij uitgenodigd om masterclasses te geven op de zomercursus in Schloss Kapfenburg in Duitsland samen met docenten uit Nederland en Engeland. Ze was in mei 2007 contrasoliste in de wereldpremière van het pianoconcert van Michel Tabachnik, chef-dirigent van het Noord Nederlands Orkest.
Goldberg is vaste gastsoliste bij het Symfonie Orkest en Staatsopera van Tsjeljabinsk onder leiding van Anton Grishanin.

## Opnamen
In 2002 nam zij samen met het Akademisch Symfonie Orkest van de Filharmonie van Sint-Petersburg onder leiding van dirigent Sergej Inkov het pianoconcert in a-klein van Robert Schumann op. In 2004 nam Goldberg met de Ural Brass Rhapsody in Blue van George Gershwin op, die bewerkt werd voor piano en koperblazerskwintet speciaal voor haar door haar vriend, de Russische componist Sergey Patramansky.